# Edoardo Piscopo
Edoardo Piscopo (Roma, 4 de fevereiro de 1988) é um piloto italiano de automobilismo.
Piscopo fez sua estreia na GP2 Series pela equipe Trident em Monza durante a temporada de 2010. Ele substituiu Johnny Cecotto, Jr.. Porém, Piscopo foi substituído por seu compatriota Federico Leo na etapa seguinte do campeonato.